# Tamikrest
Tamikrest (Tamashek för knutpunkt, sammansmältning) är ett band grundat 2006 i staden Kidal i norra Mali. Bandets medlemmar tillhör folkgruppen Tuareg. Musiken blandar tuaregfolkets traditionella gitarrstil Tamashek och musik från andra genrer. Deras texter behandlar tuaregfolkets nomadliv och den socio-politiska situation de befinner sig i. De  sjunger på språket Tamashek. Huvudsaklig låtskrivare och bandledare är Ousmane Ag Mossa.
De nuvarande medlemmarna kommer från Mali, Niger, Algeriet och Frankrike. 
Musiken kännetecknas av elektriska gitarrer. Det finns också sång med inslag av ululering, bas, trummor, djembé och andra slaginstrument.

## Biografi

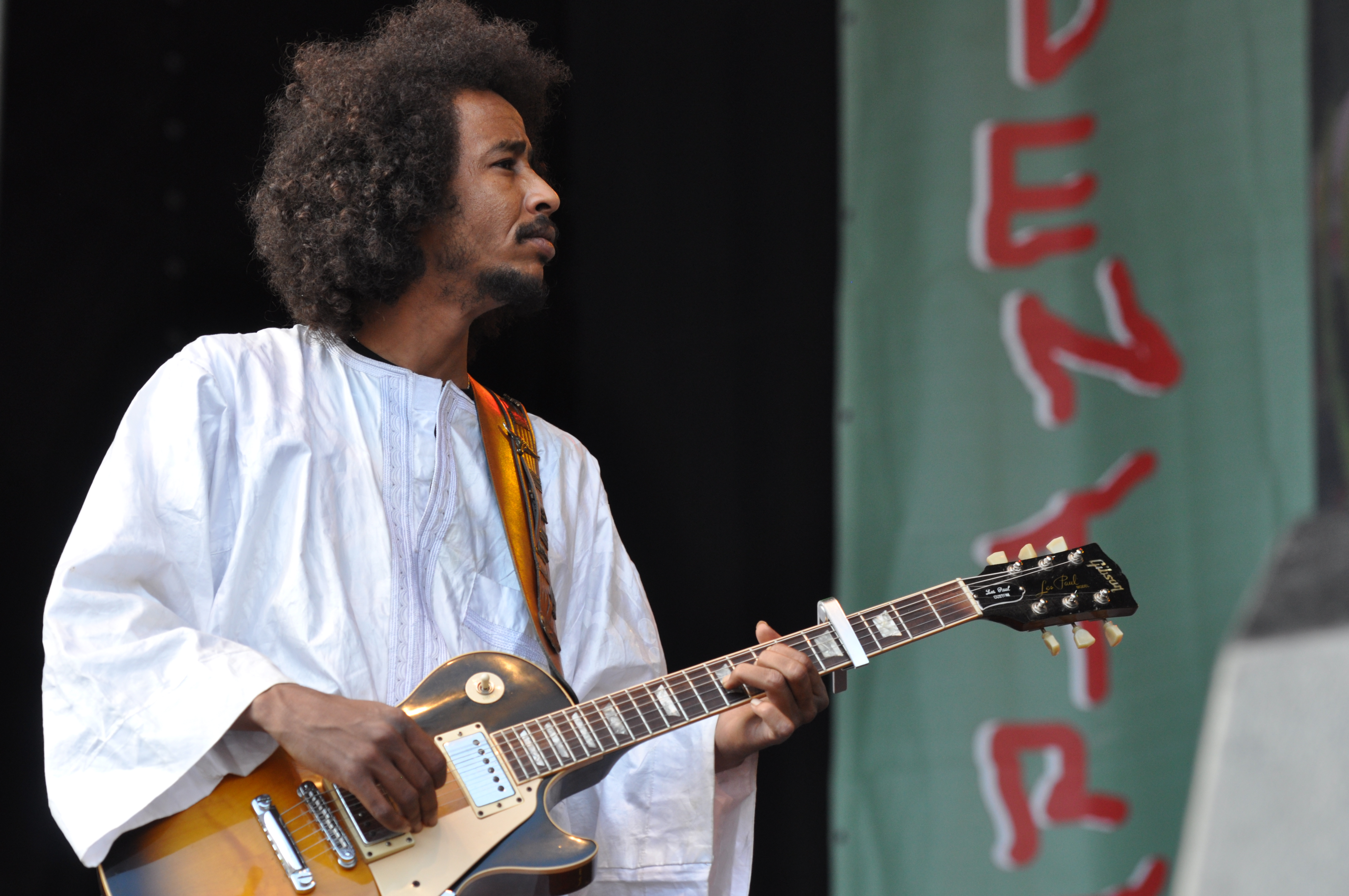
Ousmane Ag Mossa under Tamikrests spelning på Badentreffen 2014.

De ursprungliga bandmedlemmarna kommer från olika regioner i Mali. Ousmane Ag Mossa och Cheikh Ag Tiglia kommer från Tinzaouaten, Aghaly Ag Mohamedine och Mossa Maiga kommer från Kidal medan Ibrahim "Pino" Ag Ahmed kommer från Gao.  
Ag Mossa och vännen Ag Tiglia gick på skolan Les enfants de l'Adrar- i Tinzaouaten . Där var musik ett viktigt inslag och Ag Mossa lärde sig spela på en akustisk gitarr som skolan fått. De båda vännerna skrev låtar som de framträdde med i skolan. Den speciella Tamashekstilen på gitarr lärde sig Ag Mossa från kassettband med Tinariwen.  
Deras unga år färgades av mycket död och svårigheter. Grupper ur tuaregfolket gjorde våldsamt uppror mot missförhållande när de var barn under början av 90-talet.  
2006 sattes en teaterföreställning upp i Kidal  som hette The Saharan Nights of Essouk. Ag Mossa var inte mycket för teater, men Ag Tiglia ville medverka. Ag Tiglia spelade tillsammans med den lokala slagverkaren Ag Mohammedine samt basisten Ag Ahmed som kallade sig för Pinoccio eller kort "Pino".  
Pino föreslog sedan att starta ett riktigt band och spela in en singel. De behövde ett bandnamn och landade i Tamikrest. Namnet, som betyder knutpunkt eller sammanslagning på svenska, syftar på att de ursprungliga bandmedlemmarna kommer från olika delar av Mali

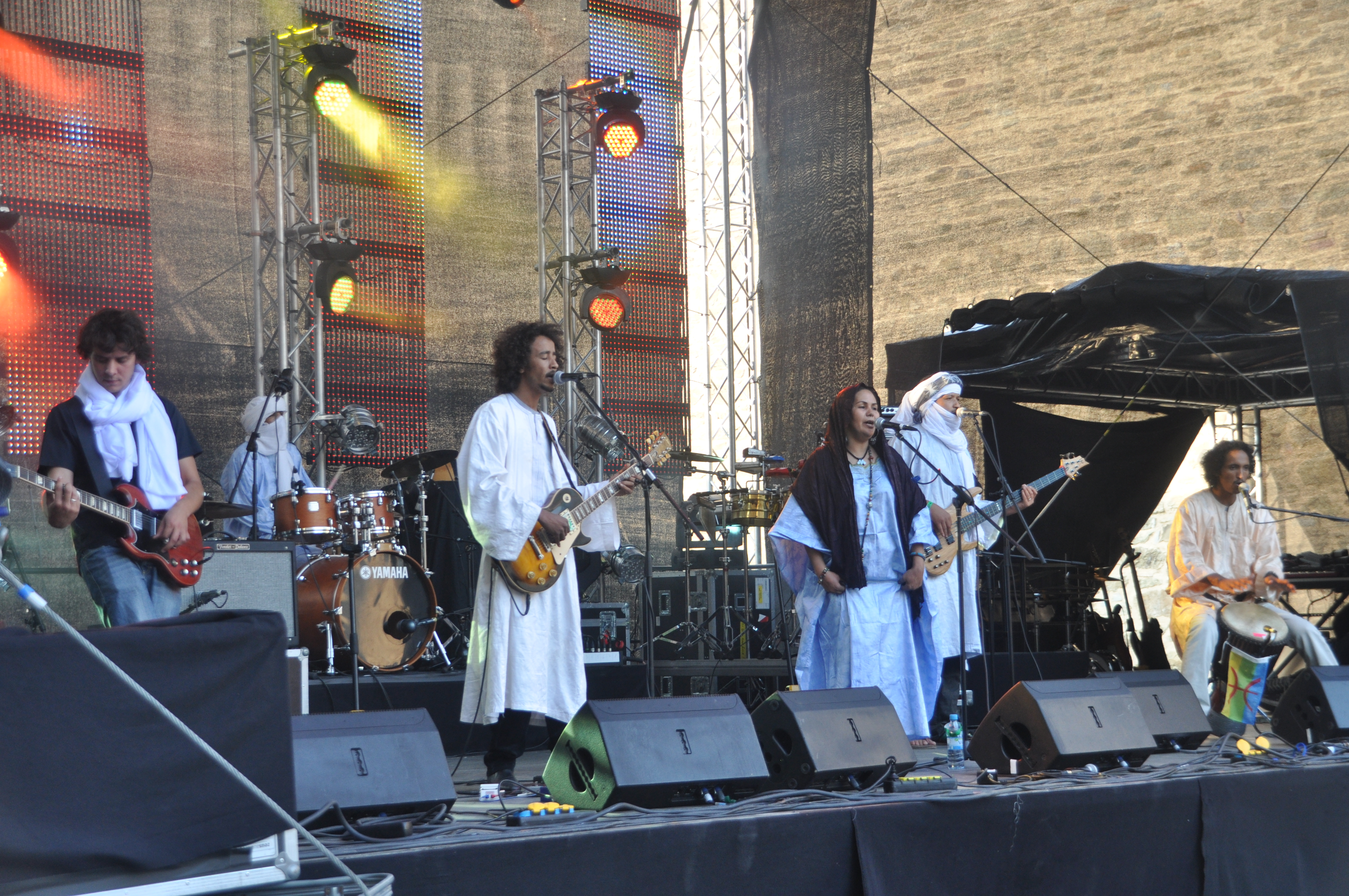
Tamikrest konsert på Horizonte 2013

I sin ungdom spelade de traditionell musik från Kel Tamasheq (som Tuareg kallar sig). De spelade också låtar av Tuareg-bandet Tinariwen. Tinariwen blandade afrikansk traditionell musik med västerländsk rockmusik redan på åttiotalet. Genom internet fick Tamikrests medlemmar upptäcka musik från Jimi Hendrix, Bob Marley, Pink Floyd och Mark Knopfler vilket också påverkade utformningen av Tamikrests eget sound.  De blandade gitarrstilen Tamashek med olika influenser från metal, rap, Maghreb-pop och afro-disco.
Efter ytterligare oroligheter kunde Tamikrest spela på en fredstillställning 2007. Pino fick mersmak och kontaktade den stora festivalen Festival au Désert. Festivalen ville att de skulle komma och bandet fick samla in pengar för att kunna förflytta sig de 100 milen. Där träffade de det amerikansk-australiska bandet Dirtmusic, vilket ledde till vänskap och ett musikaliskt samarbete.  Genom en inbjudan till Dirtmusics studio kom Tamikrests första album Adagh (bergen) till.
I oktober 2010 tog Tamikrests andra album Toumastin, som producerades av Chris Eckman från Dirtmusic, form. Albumet släpptes i april 2011 Samma år lämnade Pino bandet till förmån för ett annat band, Terakraft

## Chatma

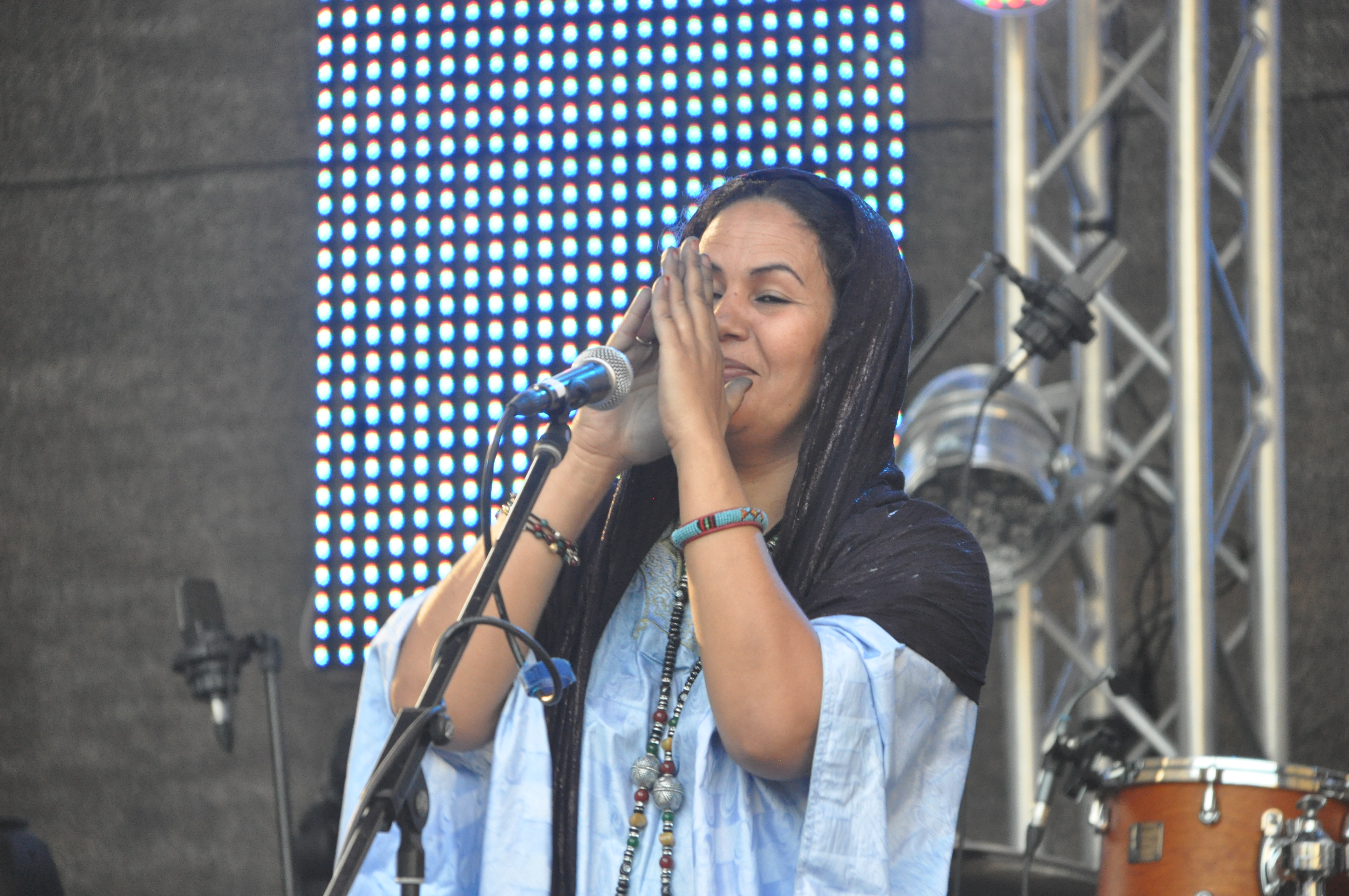
Wonou Walet Sidati i Tamikrest 2013

Tamikrest vill ha självständighet för tuaregerna, men de vill inte använda våld. Istället är deras instrument deras vapen. 2012 kapade Aqim (Al Qaida i Maghreb) tuaregernas kamp för självständighet. De försökte påtvinga en strikt sharialagstiftning. Kvinnor fick inte dansa eller spela musik. Det var i frustrationen kring detta som Tamikrests tredje album Chatma (systrar) kom till 2013. Deras familjer hade blivit flyktingar men bandet fann åter en gemensam styrka i musiken. Albumet är dedikerat alla de modiga kvinnor som fått barnen att överleva och fick sina fäder och bröder att hålla uppe hoppet. På albumet medverkar också Wonou Walet Sidati som sångerska vilket ännu tydligare understryker albumets titel. Albumet hamnade på förstaplatsen på World Music Charts Europe 2013 och Songlines magazine utnämnde bandet till utmärkelsen “Best Group Award” samma år. 20 april 2015 kom så  albumet Taksera, vilket betyder att fira med musik. Albumet spelades in under tunén 2014 med sitt föregående album.

## Grupp och Salvagnac ansluter
På Tamikrests fjärde studioalbum Kidal (2017) har Nicolas Grupp på slagverk och Paul Salvagnac på gitarr anslutit sig till gruppen. Albumet är uppkallat efter staden där bandet en gång bildats. Även om ljudbilden rör sig i för bandet bekanta trakter rör texterna fortfarande den pågående verkligheten. Varken den franska militärens intåg i Mali eller Aqim är några som sätter tuaregfolkets intressen högt. I texten beskrivs hur allting brinner. Med Tamotaït, släppt 27 mars 2020 vill bandet blicka mot en ljusare framtid. Titeln på albumet betyder hopp om en positiv förändring. Vad som behöver förändras handlar självklart om den pågående konflikten i Mali och att uppnå drömmen om tuaregernas självständighet i det land de vill kalla Azawad. Albumet är i huvudsak inspelat på den franska landsbygden. På albumet medverkar den marockanska sångerskan Hindi Zahra. På turné i Japan tog bandet också till sig  traditionell japansk musik, varför också japanska musiker som spelar den stilen medverkar på albumet.

## Diskografi
- 2010  : Adagh (Glitterhouse Records)
- 2011  : Toumastin (Glitterhouse Records)
- 2013  : Chatma (Glitterbeat Records)
- 2015  : Taksera (Glitterbeat Records)
- 2017  : Kidal (Glitterbeat Records)
- 2020  : Tamotaït (Glitterbeat Records)